# Stachelaale
Die Stachelaale (Mastacembelidae), auch Pfeilaale genannt, leben mit fast 90 Arten in tropischen und subtropischen Süßgewässern der Alten Welt. Einige Stachelaalarten werden als Speisefische gefangen. Kleinere oder besonders farbige Arten gelangen öfters in den Aquarienfisch-Handel.

## Verbreitung
Sie leben vom Stromgebiet von Euphrat und Tigris (Mastacembelus mastacembelus) über Indien und Südostasien bis in den Süden Chinas. In Afrika kommen sie im Kongo, im oberen Sambesi, Okavango, Malawisee und Victoriasee vor. Im ostafrikanischen Tanganjikasee gibt es 13 endemische Arten, die dort einen monophyletischen Artenschwarm bilden, der im Zug einer adaptiven Radiation entstanden ist. Die asiatischen Arten gehen teilweise auch ins Brackwasser. Insgesamt gibt es 39 Arten in Asien und 48 in Afrika.

## Aussehen
Stachelaale haben einen aalartigen, manchmal auch bandförmigen, langgestreckten Körper. Der größte Stachelaal ist der Feuer-Stachelaal (Mastacembelus erythrotaenia), der eine Länge von einem Meter erreicht, während der winzige Caecomastacembelus latens aus den Stromschnellen des unteren Kongo nur sieben Zentimeter lang wird. Bei den meisten ist der Körper 15- bis 20-mal so lang wie die Körperhöhe. Einige Arten sind deutlich gedrungener und nur 6- bis 7-mal so lang wie ihr Körper hoch ist. Im Unterschied zu echten Aalen haben sie kurze Rücken- und Afterflossenstacheln, die aber meist nicht durch Flossenmembran verbunden sind. Bauchflossen fehlen. Die Schwanzflosse kann mit der Rücken- und der Afterflosse verschmolzen sein. Die Fische leben benthisch und nachtaktiv, ihre Augen sind schwach, manche sind praktisch blind – der Geruchssinn ist dafür sehr gut entwickelt.
Charakteristisch ist, dass die „Oberlippe“ mit den vorderen Nasenöffnungen zu einem rüsselartigen Fortsatz verlängert ist (daher der Name: von altgriechisch μάσταξ mástax ‚Maul, Schnabel, Oberlippe‘, ἐν- en- ‚ein-‘ und βέλος bélos ‚Geworfenes‘ – also etwa ‚Fisch, der die Oberlippe vorbewegt, den Rüssel wo hineinsteckt‘) – dafür ist das Prämaxillare nicht vorstreckbar, der dafür sonst zuständige Muskel bewegt hier den „Rüssel“ samt seiner knorpeligen Achse. Die hinteren Narinen (Nasenöffnungen) liegen vor den Augen. Das Ectopterygoid gelenkt mit dem Praefrontale, eine sehr ungewöhnliche Artikulation. Prämaxillare und Dentale sind fein bezahnt. Die Kiemenöffnungen liegen vereinigt ventral, ähnlich wie bei den verwandten Kiemenschlitzaalen (Synbranchidae). Die Kiemenbogen sind vom Stachelflosser-Typ (Regan 1912). Der Schultergürtel ist vom Hinterhaupt weit abgerückt. 66 bis 110 Wirbel.
Flossenformel: Dorsale IX–XXXXII/52–131, Anale II–III/30–130, Caudale 19, Pectorale 22.

## Verhalten
Alle Stachelaale bevorzugen stark bewachsene Regionen ihrer Wohngewässer, die Arten in den weitgehend vegetationslosen ostafrikanischen großen Seen verstecken sich zwischen Steinen. Sie sind nachtaktiv. Die aalförmigen Arten verbringen den Tag meist eingegraben im Boden, während sich die bandförmigen Arten zwischen Wasserpflanzen verbergen. Zumindest Arten, die Trockenzeiten eingegraben überdauern, sind dann Luftatmer. Stachelaale ernähren sich von Würmern, Kleinkrebsen und kleinen Fischen.

## Fortpflanzung
Das Fortpflanzungsverhalten der Stachelaale ist bei einigen Arten durch Beobachtungen in Aquarien bekannt. Der Gürtel-Stachelaal (Macrognathus circumcinctus), eine Art, die in schnell strömenden Gewässern lebt, laicht im Flusskies, die stark klebenden Eier bleiben daran haften. Der Augenfleck-Stachelaal (Macrognathus aculeatus) laicht als Freilaicher in der Nähe der Wasseroberfläche. Die Jungfische halten sich in Bodennähe auf.

## Äußere Systematik
Die Stachelaale gehören zur Ordnung der Kiemenschlitzaalartigen (Synbranchiformes). Schwestergruppe der Stachelaale sind die winzigen, wurmartigen Chaudhuriidae, mit denen sie in der Unterordnung Mastacembeloidei vereint werden. Diese ist Schwestergruppe der übrigen Synbranchiformes, also der gemeinsamen Klade von Kiemenschlitzaalen (Synbranchidae) und Stachelröhrenmäulern (Indostomidae). Die Sagitta, ein Otolith im Fischohr, entspricht der der Barschartigen und zeigt die Zugehörigkeit der Stachelaale und aller Kiemenschlitzaalartigen zu den Barschverwandten (Percomorphaceae).

## Innere Systematik
Die Stachelaale wurden von R. A. Travers in zwei Unterfamilien unterteilt, die Afromastacembelinae mit den Gattungen Afromastacembelus und Caecomastacembelus, zu denen die afrikanischen Arten gehören, deren Schwanzflosse mit der Rücken- und der Afterflosse zusammengewachsen ist, und die Mastacembelinae mit den Gattungen Macrognathus, Mastacembelus und Sinobdella, zu denen asiatische Arten mit isoliert stehender Schwanzflosse gehören. Diese Systematik hat sich jedoch nicht durchgesetzt, da diese Gattungen keinen monophyletischen Gruppen entsprechen, und die Gattungen Afromastacembelus und Caecomastacembelus werden als Synonyme von Mastacembelus angesehen.

## Gattungen und Arten
- Macrognathus Lacépède, 1800

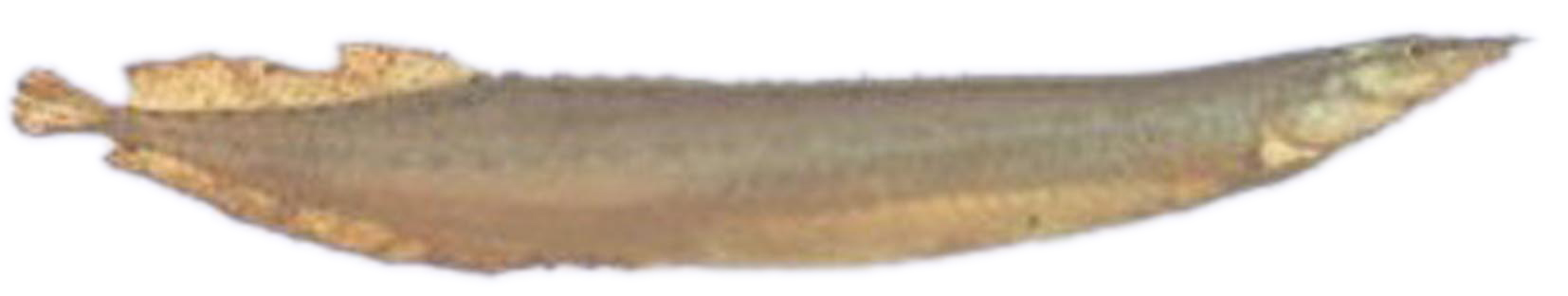
Macrognathus aral

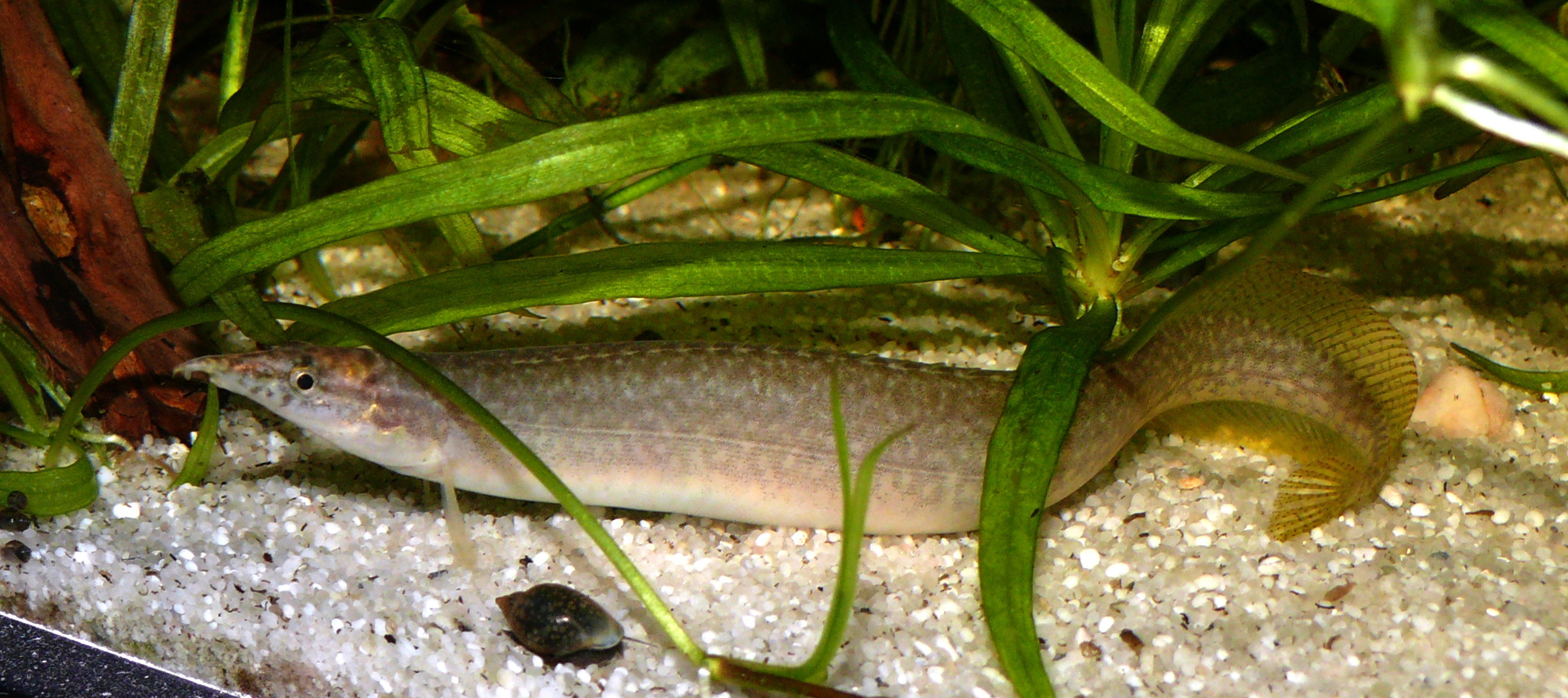
Indischer Zwergstachelaal
(Macrognathus pancalus)

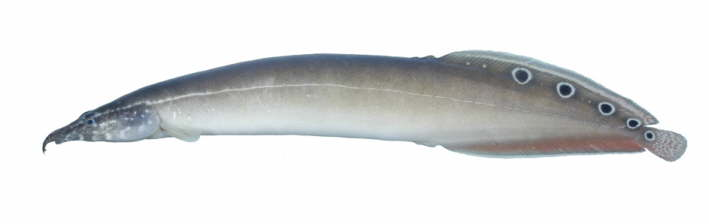
Pfauen-Stachelaal
(Macrognathus siamensis)

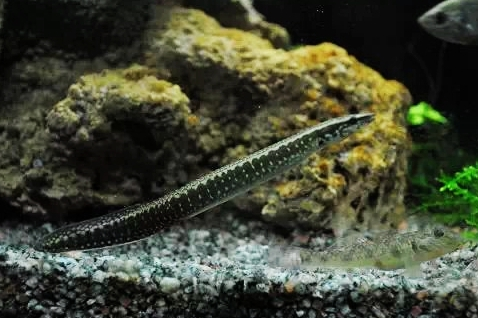
Sinobdella sinensis

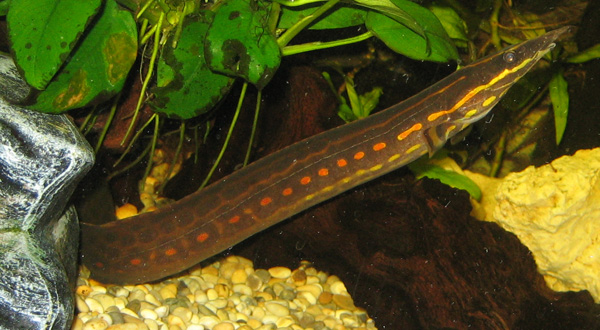
Feuer-Stachelaal
(Mastacembelus erythrotaenia)

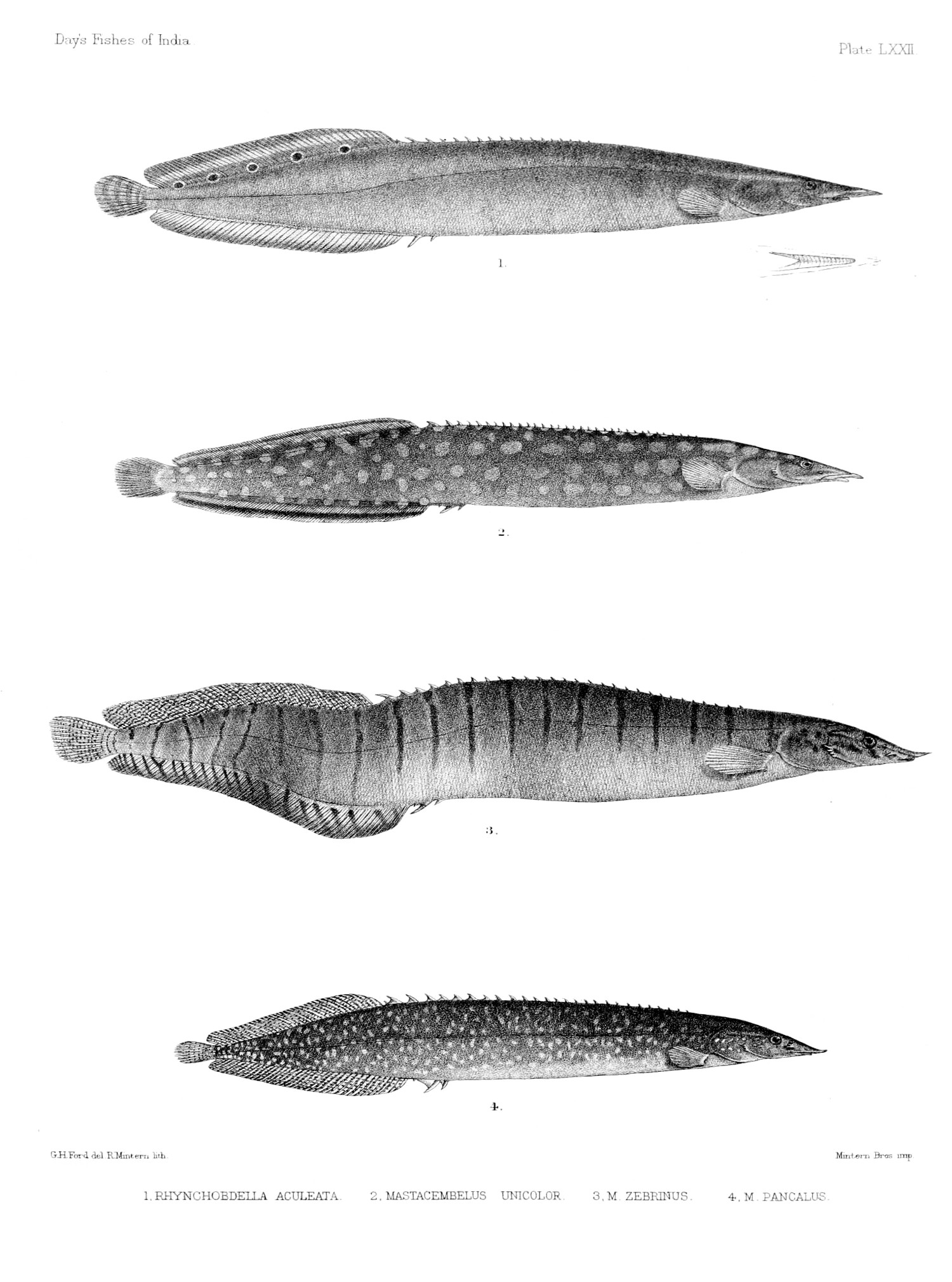
Macrognathus aculeatus,
Mastacembelus unicolor,
Mastacembelus zebrinus,
Mastacembelus pancalus.

  - Augenfleck-Stachelaal (Macrognathus aculeatus)
  - Macrognathus albus Plamoottil & Abraham, 2014
  - Macrognathus aral
  - Macrognathus aureus Britz, 2010
  - Macrognathus caudiocellatus
  - Gürtel-Stachelaal (Macrognathus circumcinctus)
  - Macrognathus dorsiocellatus
  - Macrognathus fasciatus Plamoottil & Abraham, 2014
  - Macrognathus guentheri
  - Macrognathus keithi
  - Macrognathus lineatomaculatus Britz, 2010
  - Macrognathus maculatus
  - Macrognathus malabaricus
  - Macrognathus meklongensis
  - Macrognathus morehensis
  - Macrognathus obscurus Britz, 2010
  - Indischer Zwergstachelaal (Macrognathus pancalus) Hamilton, 1822
  - Macrognathus pavo Britz, 2010
  - Macrognathus pentophthalmos (Gronow, in Gray, 1854)
  - Macrognathus semiocellatus
  - Pfauen-Stachelaal (Macrognathus siamensis)
  - Macrognathus taeniagaster
  - Macrognathus tapirus
  - Zebra-Stachelaal (Macrognathus zebrinus)
- Sinobdella Kottelat & Lim, 1994
  - Sinobdella longitubulus Shan & Zhang, 2024
  - Sinobdella sinensis (Bleeker, 1870)
- Mastacembelus Scopoli, 1777 (Syn: Aethiomastacembelus, Caecomastacembelus)
  - Asiatische Arten
    - Mastacembelus alboguttatus Boulenger, 1893
    - Riesen-Stachelaal (Mastacembelus armatus) (Lacépède, 1800)
    - Mastacembelus dienbienensis Nguyen & Nguyen, 2005
    - Feuer-Stachelaal (Mastacembelus erythrotaenia) Bleeker, 1850
    - Mastacembelus favus Hora, 1924
    - Mastacembelus mastacembelus (Banks & Solander, 1794)
    - Mastacembelus notophthalmus Roberts, 1989
    - Mastacembelus oatesii Boulenger, 1893
    - Mastacembelus strigiventus Zhou & Yang, 2011
    - Mastacembelus thacbaensis Nguyen & Nguyen, 2005
    - Mastacembelus tinwini Britz, 2007
    - Mastacembelus triolobus Zhou & Yang, 2011
    - Mastacembelus undulatus (McClelland, 1844)
    - Mastacembelus unicolor Cuvier, 1832

  - Afrikanische Arten
    - Mastacembelus ansorgii Boulenger, 1905
    - Mastacembelus aviceps Roberts & Stewart, 1976
    - Mastacembelus batesii Boulenger, 1911
    - Mastacembelus brachyrhinus Boulenger, 1899
    - Mastacembelus brevicauda Boulenger, 1911
    - Blinder Kongostachelaal (Mastacembelus brichardi) (Poll, 1958)
    - Mastacembelus catchpolei Fowler, 1936
    - Mastacembelus congicus Boulenger, 1896
    - Mastacembelus crassus Roberts & Stewart, 1976
    - Kryptischer Stachelaal (Mastacembelus cryptacanthus) Günther, 1867
    - Mastacembelus decorsei Pellegrin, 1919
    - Mastacembelus goro Boulenger, 1902
    - Mastacembelus greshoffi Boulenger, 1901
    - Mastacembelus kakrimensis Vreven & Teugels, 2005
    - Mastacembelus latens Roberts & Stewart, 1976
    - Mastacembelus liberiensis Boulenger, 1898
    - Lönnbergs Stachelaal (Mastacembelus loennbergii) Boulenger, 1898Mastacembelus loennbergi

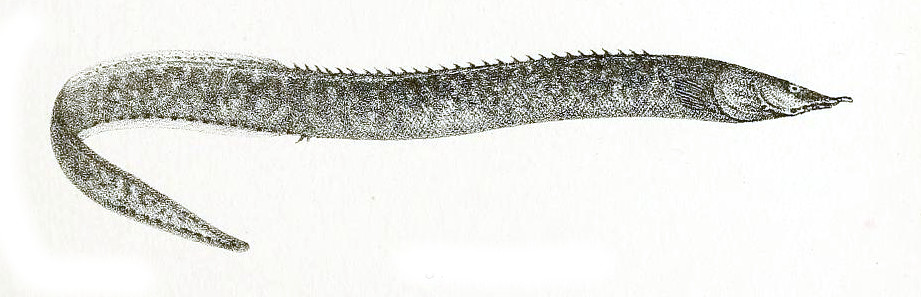
Mastacembelus loennbergi

    - Mastacembelus marchei Sauvage, 1879
    - Mastacembelus marmoratus Perugia, 1892
    - Mastacembelus moeruensis Boulenger, 1914
    - Mastacembelus niger Sauvage, 1879
    - Mastacembelus nigromarginatus Boulenger, 1898
    - Mastacembelus paucispinis Boulenger, 1899Mastacembelus paucispinis

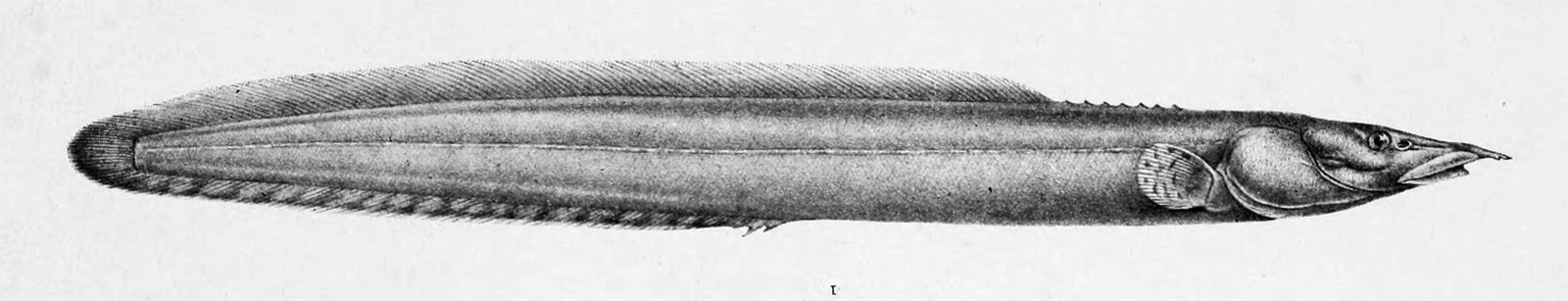
Mastacembelus paucispinis

    - Gebänderter Stachelaal (Mastacembelus praensis) (Travers, 1992)
    - Mastacembelus robertsi (Vreven & Teugels, 1996)
    - Mastacembelus sanagali Thys van den Audenaerde, 1972
    - Mastacembelus sclateri Boulenger, 1903Mastacembulus sclateri

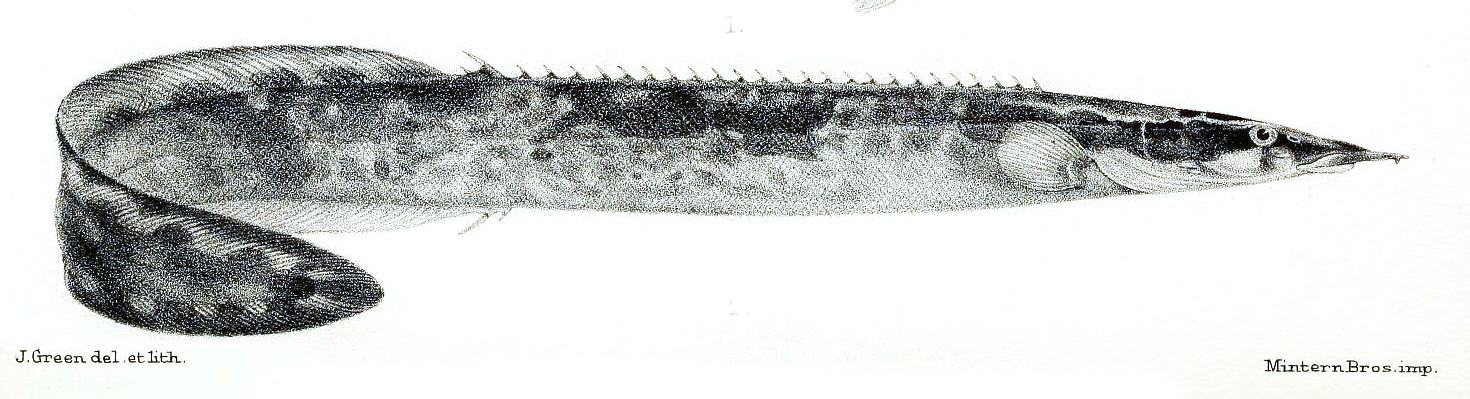
Mastacembulus sclateri

    - Mastacembelus seiteri Thys van den Audenaerde, 1972
    - Mastacembelus sexdecimspinus (Roberts & Travers, 1986)
    - Mastacembelus shiloangoensis (Vreven, 2004)
    - Mastacembelus signatus Boulenger, 1905
    - Mastacembelus simbi Vreven & Stiassny, 2009
    - Mastacembelus taiaensis (Travers, 1992)
    - Mastacembelus traversi (Vreven & Teugels, 1997)Mastacembelus ellipsiferMastacembelus flavidus

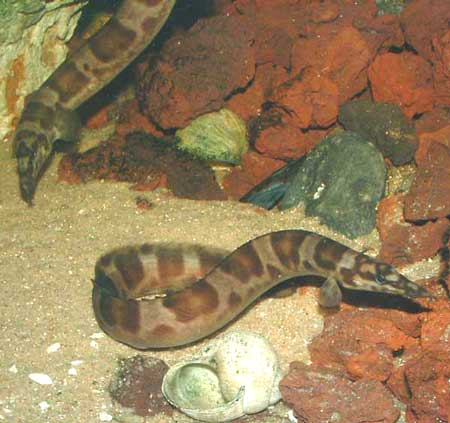
Mastacembelus ellipsifer

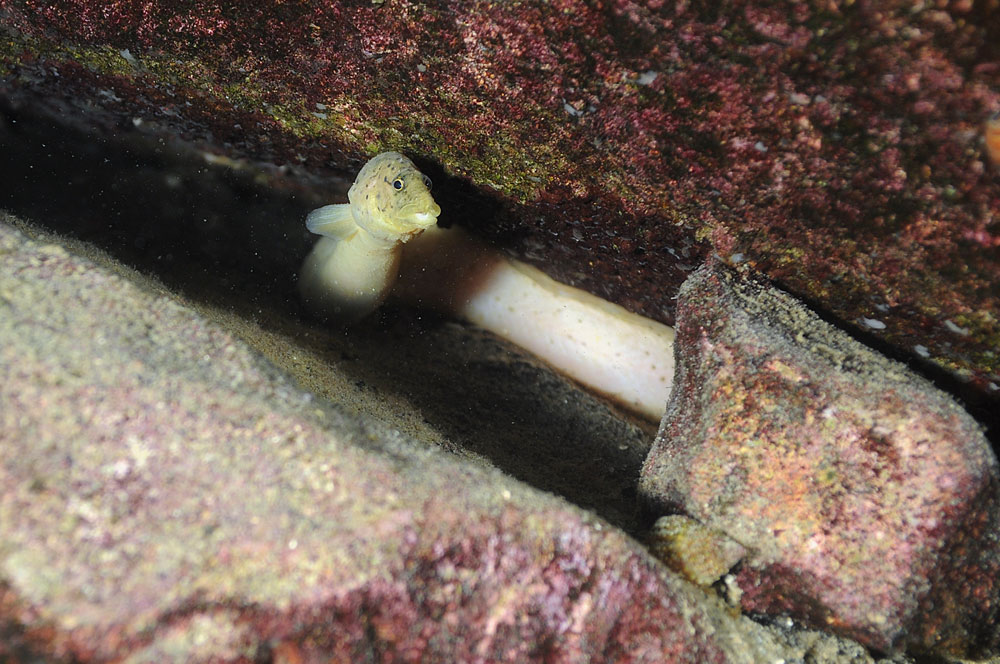
Mastacembelus flavidus

    - Mastacembelus trispinosus Steindachner, 1911
    - Mastacembelus ubangensis Boulenger, 1911
    - Monophyletischer Artenschwarm des östlichen und südlichen Afrika.[2]
      - Zügel-Stachelaal (Mastacembelus frenatus) Boulenger, 1901
      - Malawi-Stachelaal (Mastacembelus shiranus) Günther, 1896
      - Mastacembelus stappersii Boulenger, 1914
      - Mastacembelus vanderwaali Skelton, 1976
      - Monophyletischer Artenschwarm des Tanganjikasee.[2]
        - Mastacembelus albomaculatus Poll, 1953
        - Mastacembelus apectoralis Brown, Britz, Bills, Rüber & Day, 2011
        - Mastacembelus cunningtoni Boulenger, 1906
        - Mastacembelus ellipsifer Boulenger, 1899
        - Mastacembelus flavidus Matthes, 1962
        - Mastacembelus micropectus Matthes, 1962
        - Moores Stachelaal (Mastacembelus moorii) Boulenger, 1898Moores Stachelaal
(Mastacembelus moorii)

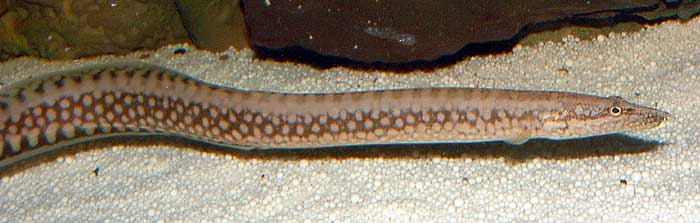
Moores Stachelaal
(Mastacembelus moorii)

        - Mastacembelus ophidium Günther, 1894
        - Mastacembelus plagiostomus Matthes, 1962
        - Mastacembelus platysoma Poll & Matthes, 1962
        - Mastacembelus polli Vreven, 2005
        - Mastacembelus reygeli Vreven & Snoeks, 2009
        - Mastacembelus tanganicae Günther, 1894
        - Mastacembelus zebratus Matthes, 1962